# خالدار (غور)
خالدار روستایی در ولسوالی فیروز کوه از ولایت غور در کشور افغانستان است.